# Сколодина
Сколодина (бел. Скалодзіна) — река в Беларуси, правый приток Припяти. Протекает в Мозырском и Петриковском районах Гомельской области.

## Физико-географические характеристики
Длина реки — 42 км. Площадь водосбора 275 км². Среднегодовой расход воды в устье 1,1 м³/с. Средний наклон водной поверхности 0,78 ‰.
Исток реки у деревни Зелёный Мох в Петриковском районе, в среднем течении река перетекает в Мозырский район. Генеральное направление течения — север.
Течёт по равнине Мозырского Полесья, в нижнем течении протекает вытянутое озеро Глиницкое.
Долина преимущественно невыразительная, сливается с окружающей местностью, местами трапециевидная, ширина 0,3-1,2 км. Пойма прерывистая, на отдельных участках чередуется по берегам, узкая (0,1-0,2 км), в нижнем течении сливается с поймой Припяти. Русло извилистое и слабоизвилистое; ширина реки 5-7 м, ниже озера Глиницкое местами более 11 м.
Притоки — Любина, Крапивная (правые).
На реке населённые пункты Зеленый Мох, Крушники, Камень, Сколодин, Глиница, Шестовичи.
Впадает в Припять в 4 км к северо-востоку от Шестовичей.